# Rancy
Rancy est une commune française située dans le département de Saône-et-Loire, en région Bourgogne-Franche-Comté.

## Géographie
Rancy fait partie de la Bresse louhannaise.
La commune est bordée au nord et à l’ouest par la Seille, qui la sépare successivement de Savigny-sur-Seille et d'Huilly-sur-Seille.

### Climat
Pour des articles plus généraux, voir Climat de la Bourgogne-Franche-Comté et Climat de Saône-et-Loire.
En 2010, le climat de la commune est de type climat océanique dégradé des plaines du Centre et du Nord, selon une étude du Centre national de la recherche scientifique s'appuyant sur une série de données couvrant la période 1971-2000. En 2020, Météo-France publie une typologie des climats de la France métropolitaine dans laquelle la commune est exposée à un climat semi-continental et est dans la région climatique Bourgogne, vallée de la Saône, caractérisée par un bon ensoleillement (1 900 h/an), un été chaud (18,5 °C), un air sec au printemps et en été et des vents faibles.
Pour la période 1971-2000, la température annuelle moyenne est de 11,3 °C, avec une amplitude thermique annuelle de 17,9 °C. Le cumul annuel moyen de précipitations est de 946 mm, avec 11,2 jours de précipitations en janvier et 7,7 jours en juillet. Pour la période 1991-2020, la température moyenne annuelle observée sur la station météorologique de Météo-France la plus proche, « Montpont », sur la commune de Montpont-en-Bresse à 7 km à vol d'oiseau, est de 11,8 °C et le cumul annuel moyen de précipitations est de 1 026,2 mm. 
La température maximale relevée sur cette station est de 40,3 °C, atteinte le 31 juillet 2020 ; la température minimale est de −16,5 °C, atteinte le 20 décembre 2009,,.
Les paramètres climatiques de la commune ont été estimés pour le milieu du siècle (2041-2070) selon différents scénarios d'émission de gaz à effet de serre à partir des nouvelles projections climatiques de référence DRIAS-2020. Ils sont consultables sur un site dédié publié par Météo-France en novembre 2022.

## Urbanisme

### Typologie
Au 1er janvier 2024, Rancy est catégorisée commune rurale à habitat dispersé, selon la nouvelle grille communale de densité à sept niveaux définie par l'Insee en 2022.
Elle appartient à l'unité urbaine de Louhans, une agglomération intra-départementale regroupant six  communes, dont elle est une commune de la banlieue,,. La commune est en outre hors attraction des villes,.

### Occupation des sols
L'occupation des sols de la commune, telle qu'elle ressort de la base de données européenne d’occupation biophysique des sols Corine Land Cover (CLC), est marquée par l'importance des territoires agricoles (78,6 % en 2018), en diminution par rapport à 1990 (80,5 %). La répartition détaillée en 2018 est la suivante : prairies (37,6 %), terres arables (22,2 %), zones urbanisées (21,4 %), zones agricoles hétérogènes (18,7 %). L'évolution de l’occupation des sols de la commune et de ses infrastructures peut être observée sur les différentes représentations cartographiques du territoire : la carte de Cassini (XVIIIe siècle), la carte d'état-major (1820-1866) et les cartes ou photos aériennes de l'IGN pour la période actuelle (1950 à aujourd'hui).

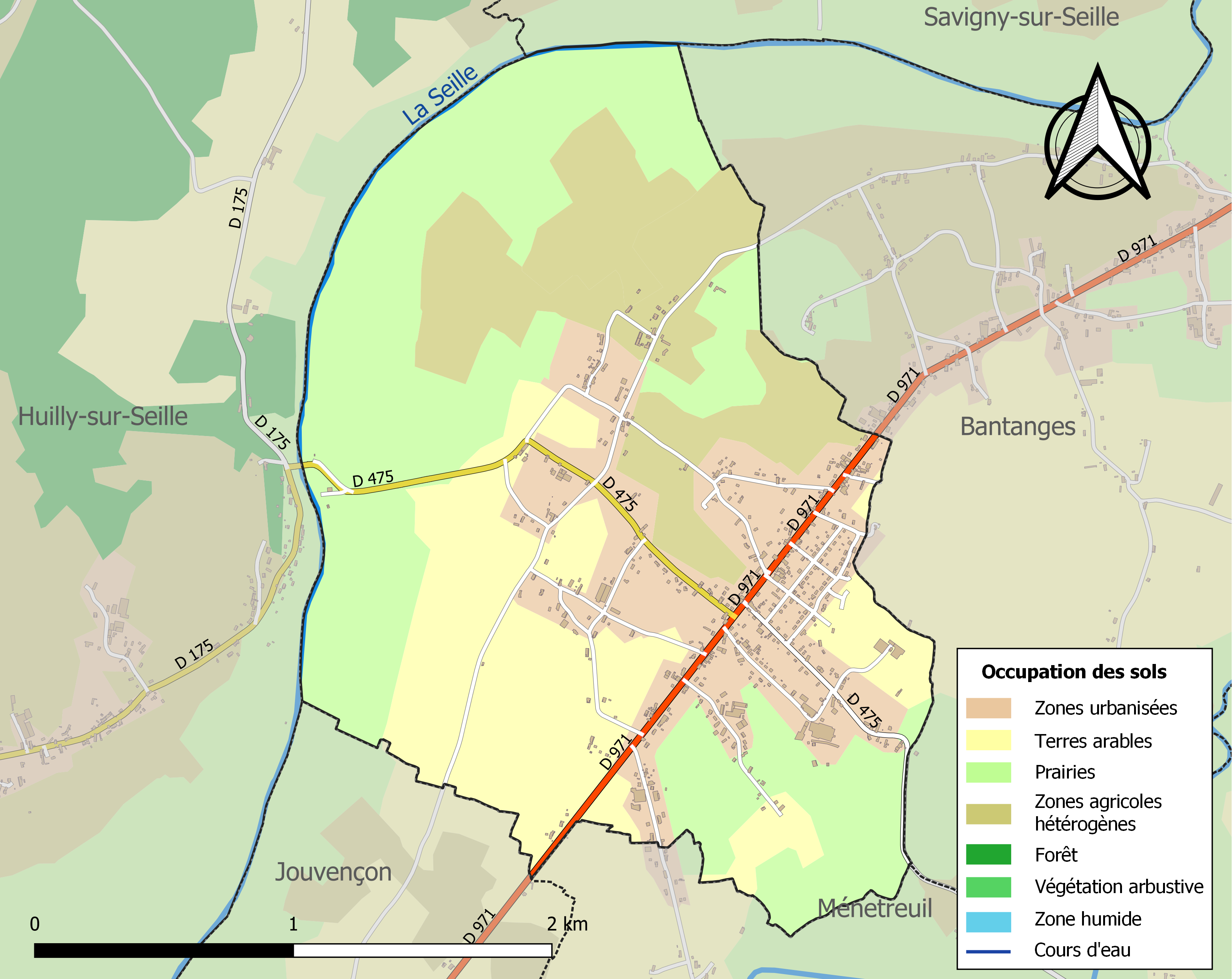
Carte des infrastructures et de l'occupation des sols de la commune en 2018 (CLC).

## Politique et administration

### Tendances politiques et résultats

#### Élections présidentielles
Le village de Rancy place en tête à l'issue du premier tour de l'élection présidentielle française de 2017, Marine Le Pen (RN) avec 32,87 % des suffrages. Mais lors du second tour, Emmanuel Macron (LaREM) est en tête avec 50,20 %.

#### Élections législatives
Le village de Rancy faisant partie de la quatrième circonscription de Saône-et-Loire, place lors du premier tour des élections législatives françaises de 2017, Maxime Thiébaut (FN) avec 22,86 % des suffrages. Mais lors du second tour, il s'agit de Cécile Untermaier (PS) qui arrive en tête avec 57,55 % des suffrages.
Lors du 1er tour des élections législatives françaises de 2022, Cécile Untermaier (PS), députée sortante, arrive en tête avec 36,11 % des suffrages comme lors du second tour, avec cette fois-ci, 53,25 % des suffrages.

#### Élections départementales
Le village de Rancy faisant partie du canton de Cuiseaux place le binôme de Frédéric Cannard (DVG) et Sylvie Chambriat (DVG), en tête, dès le 1er tour des élections départementales de 2021 en Saône-et-Loire avec 36,19 % des suffrages. Lors du second tour, les habitants décideront de placer de nouveau le binôme de Frédéric Cannard (DVG) et Sylvie Chambriat (DVG), en tête, avec cette fois-ci, près de 58,04 % des suffrages. Devant l'autre binôme menée par Sébastien Fierimonte (DIV) et Carole Rivoire-Jacquinot (DIV) qui obtient 41,96 %. Il est important de souligner une abstention record lors de ces élections qui n'ont pas épargné le village de Rancy avec lors du premier tour 70,32 % d'abstention et au second, 65,51 %.

### Liste des maires de Rancy
| Période                                  | Période   | Identité      | Étiquette | Qualité |
| ---------------------------------------- | --------- | ------------- | --------- | ------- |
| avant 1988                               | juin 1995 | Jean Seurre   | PCF       |         |
| juin 1995                                | mars 2014 | Jean Bessard  |           |         |
| mars 2014                                | en cours  | Annick Badaut |           |         |
| Les données manquantes sont à compléter. |           |               |           |         |

## Démographie
L'évolution du nombre d'habitants est connue à travers les recensements de la population effectués dans la commune depuis 1793. Pour les communes de moins de 10 000 habitants, une enquête de recensement portant sur toute la population est réalisée tous les cinq ans, les populations de référence des années intermédiaires étant quant à elles estimées par interpolation ou extrapolation. Pour la commune, le premier recensement exhaustif entrant dans le cadre du nouveau dispositif a été réalisé en 2008.

En 2022, la commune comptait 612 habitants, en évolution de +12,09 % par rapport à 2016 (Saône-et-Loire : −1,06 %, France hors Mayotte : +2,11 %).
| 1793 | 1800 | 1806 | 1821 | 1831 | 1836 | 1841 | 1846 | 1851 |
| ---- | ---- | ---- | ---- | ---- | ---- | ---- | ---- | ---- |
| 386  | 389  | 394  | 421  | 443  | 445  | 438  | 462  | 488  |

| 1856 | 1861 | 1866 | 1872 | 1876 | 1881 | 1886 | 1891 | 1896 |
| ---- | ---- | ---- | ---- | ---- | ---- | ---- | ---- | ---- |
| 485  | 557  | 548  | 587  | 613  | 593  | 665  | 690  | 708  |

| 1901 | 1906 | 1911 | 1921 | 1926 | 1931 | 1936 | 1946 | 1954 |
| ---- | ---- | ---- | ---- | ---- | ---- | ---- | ---- | ---- |
| 719  | 738  | 745  | 628  | 629  | 621  | 619  | 604  | 608  |

| 1962 | 1968 | 1975 | 1982 | 1990 | 1999 | 2006 | 2008 | 2013 |
| ---- | ---- | ---- | ---- | ---- | ---- | ---- | ---- | ---- |
| 637  | 630  | 585  | 605  | 594  | 516  | 539  | 546  | 529  |

| 2018 | 2022 | - | - | - | - | - | - | - |
| ---- | ---- | - | - | - | - | - | - | - |
| 577  | 612  | - | - | - | - | - | - | - |

## Culture locale et patrimoine

### Lieux et monuments

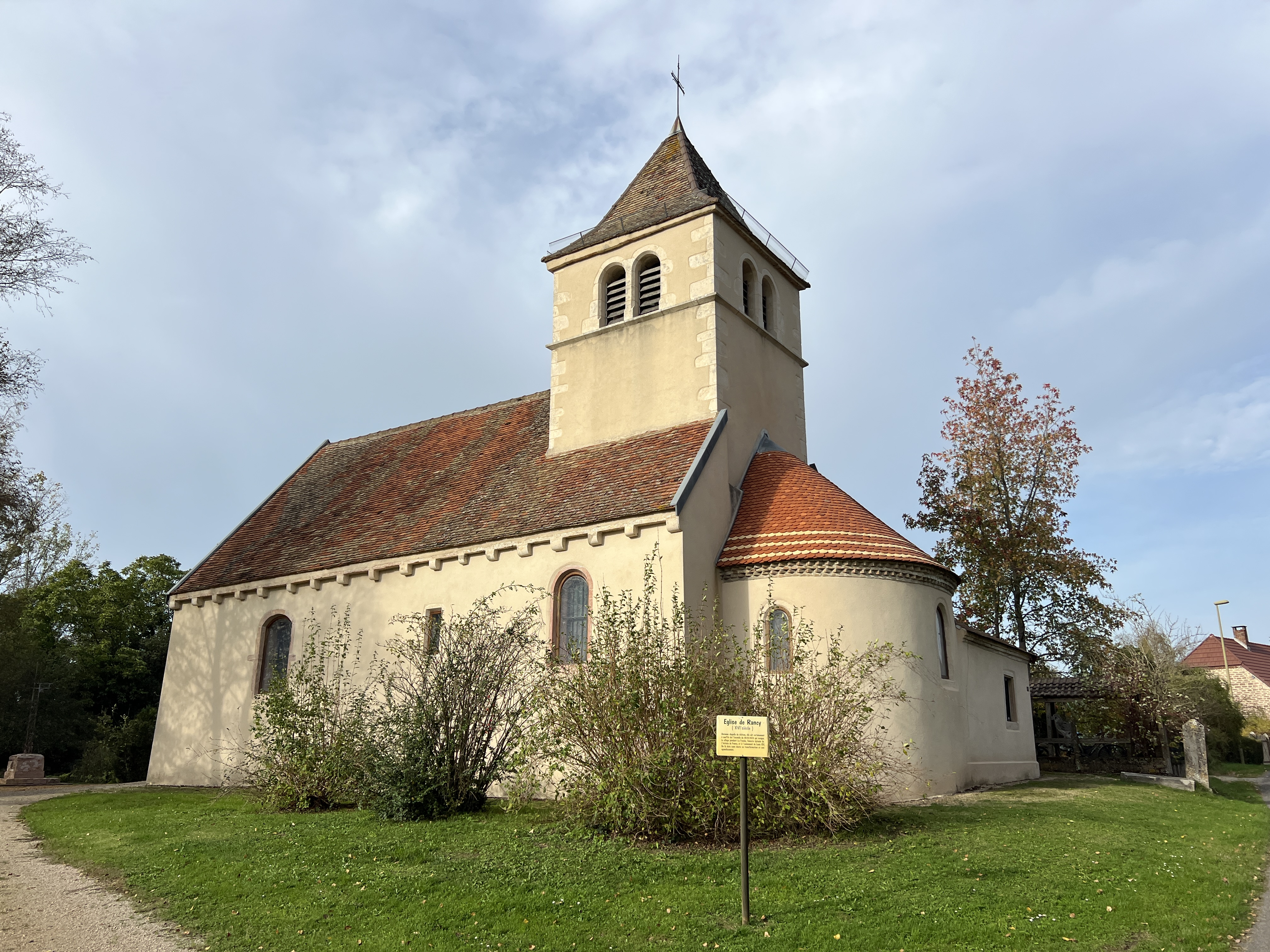
L'église Saint-Just.

Rancy est le siège de l'un des huit sites écomusées complémentaires de l'Écomusée de la Bresse bourguignonne répartis sur le territoire bressan : « Chaisiers et pailleuses », créé en 1985 avec trois grands axes : histoire, technicité et actualité. La fabrication de chaises en osier à Rancy est en effet une tradition solidement établie depuis le XIXe siècle.
L'église Saint-Just est de style roman, sa date de construction est inconnue ; autour de 1830 se pose la question de sa rénovation à la suite d'un incendie ayant ravagé le village en 1653. Alors que les discussions s’orientent vers la construction d’une nouvelle église, la guerre de 1870 éclate, et le projet est abandonné. L’ancienne église sera rénovée à une date elle aussi inconnue. Devant l’église se trouve une croix en fer érigée en 1840.

## Pour approfondir